# Hebe Tien
Tien Fu-chen (en chino, 田馥甄; pinyin, Tián Fùzhēn) (Condado de Hsinchu, Taiwán, 30 de marzo de 1983), conocida por su nombre artístico de Hebe Tien, es una cantante, actriz, y presentadora de televisión taiwanesa, miembro del grupo pop S.H.E

## Biografía
Tien nació el 30 de marz] de 1983 en el Condado de Hsinchu, Taiwán, donde su familia residía. Es la segunda hija de la familia. Vivió en Hsinchu durante dieciocho años hasta que inició su carrera artística como cantante y se trasladó a Taipéi.

## Carrera
Hebe apareció en la televisión de Taiwán antes de que ella se convirtiera en una celebridad, cuando era una niña de 16 años en el programa de Jacky Wu "Guess Guess Guess", donde demostró su habilidad para tocar la flauta. Más tarde, se incorporó a S.H.E, bajo la firma taiwanesa HIM International Music. Es la integrante más joven de S.H.E, habiéndose unido al grupo a los 18 años de edad. Su nombre real es Tian FuZhen (田馥甄). El nombre Hebe, que significa "confianza en uno mismo", fue elegido por la compañía sobre la base de los resultados de un test de personalidad.
El 8 de agosto de 2000, el sello HIM Internacional, celebró un concurso de belleza y talento basado en la búsqueda de artistas nuevos. Tien se animó a participar en un programa de televisión llamado 'Crueles escenarios'. En el concurso había cerca de 1000 participantes y después de muchas rondas de competencia, los siete participantes pasaron a una segunda vuelta. Durante la primera ronda de la serie, la voz de Hebe comenzó a romper, mientras interpretaba el tema musical "Regreso a casa". Hebe decidió cantar una canción con un tono más bajo en la ronda final de la serie. La canción que eligió fue del cantante de Singapur, Kit Chan, titulado "Loving You" o en chino "Xi Huan Ni" (喜欢 你). Durante el 2010, publicó su primer álbum individual To Hebe.

## Discografía

### Studio álbum (solo)
| Información del Álbum                                                                        | Lista de canciones | Bonus DVD |
| -------------------------------------------------------------------------------------------- | --- | --- |
| To Hebe (田馥甄) - Fecha de salida: 3 de septiembre de 2010 - Sello: HIM International Music | 1. "Love?" 2. "To Hebe" 3. "離島" (Islands) 4. "沒有管理員的公寓" (Apartment With No Manager) 5. "我對不起我" (I Am Sorry To Myself) 6. "我想我不會愛你" (I Don't Think I Will Love You) 7. "寂寞寂寞就好" (Its OK to be lonely) 8. "你太猖狂" (You Are Too Savage) 9. "超級瑪麗" (Super Mary) 10. "給小孩" (For the Child) 11. "Love!" | To Hebe (Preorder Version) - 330 Music Tien Birthday Party - Fecha de salida: 20 de marzo de 2010 1. "Change My Heart Oh God" 2. "怀念" 3. "Save Me From Myself" 4. "无言花" 5. "Not Going Anywhere" 6. "330想想你" 7. "围巾" 8. "爱情" 9. "那天" |

### Concierto DVD
| DVD Información | Lista de canciones | Bonus DVD |
| --- | --- | --- |
| Love! To Hebe (Live in Concert/MV DVD) (Love! 田馥甄 To Hebe影音館) - Fecha de salida: 3 de diciembre de 2010 - Sello: HIM International Music | 1. Opening 2. "Love!" (rock version) 3. "Come Together" - originally by The Beatles 4. "I Kissed A Girl" 5. "離島" (Islands) 6. "舞孃" 7. "To Hebe" 8. "Trouble" originally by Coldplay 9. "You’re Beautiful" originally by James Blunt 10. "超級瑪麗" (Super Mary) 11. "Cry Me A River" 12. "Like A Star" 13. "情歌" (Love Song) 14. "沒有管理員的公寓" (Apartment With No Manager) 15. "Doctor Blind" 16. "Ha-Ha" 17. "哭了" (Crying) 18. "我對不起我" 19. "我想我不會愛你" 20. "我要去哪裡" 21. "寂寞寂寞就好" 22. "你太猖狂" (You Are Too Savage) 23. "葉子" (Leaf) - originally by Ah San (阿桑) 24. "Love!" 25. Bonus tracks: "我真的受傷了" (I am Hurting)/"I Believe" | MV DVD with karaoke features 1. Love! MV 2. "寂寞寂寞就好" MV 3. "你太猖狂" (You Are Too Savage) MV 4. "To Hebe" MV 5. "我想我不會愛你" MV 6. "超級瑪麗" (Super Mary) MV |

## Filmografía

### Series de televisión
| Año  | Título en inglés               | Título en chino       | Personaje             | Idioma   |
| ---- | ------------------------------ | --------------------- | --------------------- | -------- |
| 2001 | Magical Love                   | 愛情大魔咒            | Hu Sha Sha (胡莎莎)   | Mandarín |
| 2002 | The Rose                       | 薔薇之戀              | Xiao Feng (曉楓)      | Mandarín |
| 2004 | Say Yes Enterprise: Cinderella | 求婚事務所:麻雀變鳳凰 | An An (安安)          | Mandarín |
| 2004 | Happy New Year 2004            | 新年快樂              | (herself)             | Mandarín |
| 2004 | A Disguised Superstar          | 冒牌天皇              | Hebe                  | Mandarín |
| 2005 | Reaching for the Stars         | 真命天女              | Shen Xiaorou (沈孝柔) | Mandarín |
| 2007 | The Lollipop Idol Drama        | 棒棒堂偶像劇          | (herself)             | Mandarín |
| 2007 | Bull Fighting                  | 鬥牛，要不要          | Yi Sheng Xue (伊勝雪) | Mandarín |